# Місячний Єрихон

Рис. 1.

Фото 2. Околиці кратера Гортензії

Місячний Єрихон — за версією В. Л. Правдивцева об'єкт (Рис. 1.) на поверхні Місяця розміром 4х4 км. Знаходиться в районі кратера Гортензії і нагадує давні руїни. Стверджується, що цей об'єкт був ідентифікований на світлині «Лунар Орбітер 3» американським дослідником Стівом Роєм. У дійсності на фото (Фото 2.) околиць кратера Гортензії цей об'єкт практично не простежується.